# Kraftwerk Cerro Prieto
Das Kraftwerk Cerro Prieto ist ein Geothermiekraftwerk in Baja California, Mexiko. Es besteht aus insgesamt vier Anlagen. Die installierte Leistung des Kraftwerks beträgt 570 MW. Die Stadt Mexicali liegt ungefähr 15 km nordwestlich.
Das Kraftwerk ist im Besitz der CFE und wird auch von CFE betrieben.

## Cerro Prieto I
Das Kraftwerk Cerro Prieto I besteht aus fünf Blöcken mit einer installierten Leistung von insgesamt 180 MW; die Anlage ging von 1973 bis 1985 in Betrieb. Die folgende Tabelle gibt einen Überblick:
| Block | Max. Leistung (MW) | Betriebsbeginn | Turbine | Generator | Status      |
| ----- | ------------------ | -------------- | ------- | --------- | ----------- |
| 1     | 37,5               | 1973           | Toshiba | Toshiba   | stillgelegt |
| 2     | 37,5               | 1973           | Toshiba | Toshiba   | stillgelegt |
| 3     | 37,5               | 1976           | Toshiba | Toshiba   | stillgelegt |
| 4     | 37,5               | 1976           | Toshiba | Toshiba   | stillgelegt |
| 5     | 30                 | 1985           | Toshiba | Toshiba   | in Betrieb  |

Im Jahr 2011 wurden die Blöcke 1 und 2 stillgelegt, da die Bohrlöcher immer weniger Dampf lieferten; 2012 mussten die Blöcke 3 und 4 aus demselben Grund stillgelegt werden.

## Cerro Prieto II
Das Kraftwerk Cerro Prieto II besteht aus zwei Blöcken mit einer installierten Leistung von insgesamt 220 MW; die Anlage ging 1984 in Betrieb. Die folgende Tabelle gibt einen Überblick:
| Block | Max. Leistung (MW) | Betriebsbeginn | Turbine | Generator | Status     |
| ----- | ------------------ | -------------- | ------- | --------- | ---------- |
| 1     | 110                | 1984           | Toshiba |           | in Betrieb |
| 2     | 110                | 1984           | Toshiba |           | in Betrieb |

## Cerro Prieto III
Das Kraftwerk Cerro Prieto III besteht aus zwei Blöcken mit einer installierten Leistung von insgesamt 220 MW; die Anlage ging von 1985 bis 1986 in Betrieb. Die folgende Tabelle gibt einen Überblick:
| Block | Max. Leistung (MW) | Betriebsbeginn | Turbine | Generator | Status     |
| ----- | ------------------ | -------------- | ------- | --------- | ---------- |
| 1     | 110                | 1985           | Toshiba |           | in Betrieb |
| 2     | 110                | 1986           | Toshiba |           | in Betrieb |

## Cerro Prieto IV
Das Kraftwerk Cerro Prieto IV besteht aus vier Blöcken mit einer installierten Leistung von insgesamt 100 MW; die Anlage ging 2000 in Betrieb. Die folgende Tabelle gibt einen Überblick:
| Block | Max. Leistung (MW) | Betriebsbeginn | Turbine    | Generator | Status     |
| ----- | ------------------ | -------------- | ---------- | --------- | ---------- |
| 1     | 25                 | 2000           | Mitsubishi |           | in Betrieb |
| 2     | 25                 | 2000           | Mitsubishi |           | in Betrieb |
| 3     | 25                 | 2000           | Mitsubishi |           | in Betrieb |
| 4     | 25                 | 2000           | Mitsubishi |           | in Betrieb |

Im Jahr 2002 erzeugte Cerro Prieto IV 862,615 Mio. kWh.

## Cerro Prieto V
Es gab Pläne, ein weiteres Kraftwerk, Cerro Prieto V, mit einer installierten Leistung von insgesamt 100 MW zu errichten; aufgrund des nachlassenden Dampfdrucks in den bereits existierenden Bohrlöchern wurden diese Pläne aber aufgegeben.

## Sonstiges
Im Jahr 2012 wurde eine experimentelle Solaranlage mit 5 MW auf dem Gelände installiert, um verschiedene Photovoltaik-Technologien zu erforschen.